# Захария (папа римский)
Заха́рия (лат. Zacharias PP.; 679 — 22 марта 752) — папа римский с 10 декабря 741 года по 22 марта 752 года. Сын грека Полихромия. Был последним папой греческого происхождения, родился в Калабрии.

## Биография
Вначале Захария был бенедиктинским монахом в Латеране, затем, при Григории III, стал кардиналом-диаконом. Война с лангобардами, начавшаяся при папе Григории III, была завершена мирным договором на 20 лет. В обмен на 4 города папа выделял королю лангобардов войско для войны с герцогствами Сполетским и Беневентинским. Оказывал большое влияние на политику лангобардских королей Лиутпранда и Ратхиса. Вёл обширную переписку с миссионером Бонифацием, просветителем Германии.
В 751 году возобновил отношения с франками. Герцог Пипин Короткий, задумав занять престол франков и освободить свой народ от клятвы безвольному королю Хильдерику III, направил папе письмо, спрашивая, правильно ли это, что управлять государством должен человек, не имеющий силы, или им должен управлять тот, кто в реальности обладает рычагами власти. Захарий ответил ему, что источник всякой, в том числе и королевской, власти лежит на самом народе, но это право народа подлежит утверждению папы. Тем самым папа дал согласие на свержение последнего меровингского короля и воцарение Пипина III Короткого.
Захария украсил многие базилики Рима шелковыми тканями, которые расстилались на престолах или вешались между колоннами, делившими церкви на нефы. Обратил большое внимание на заселение опустевшей Кампании. Перевел на греческий язык диалоги Григория Великого.
Похоронен в Риме, память празднуется католиками 22 марта.